# Cesare Nebbia

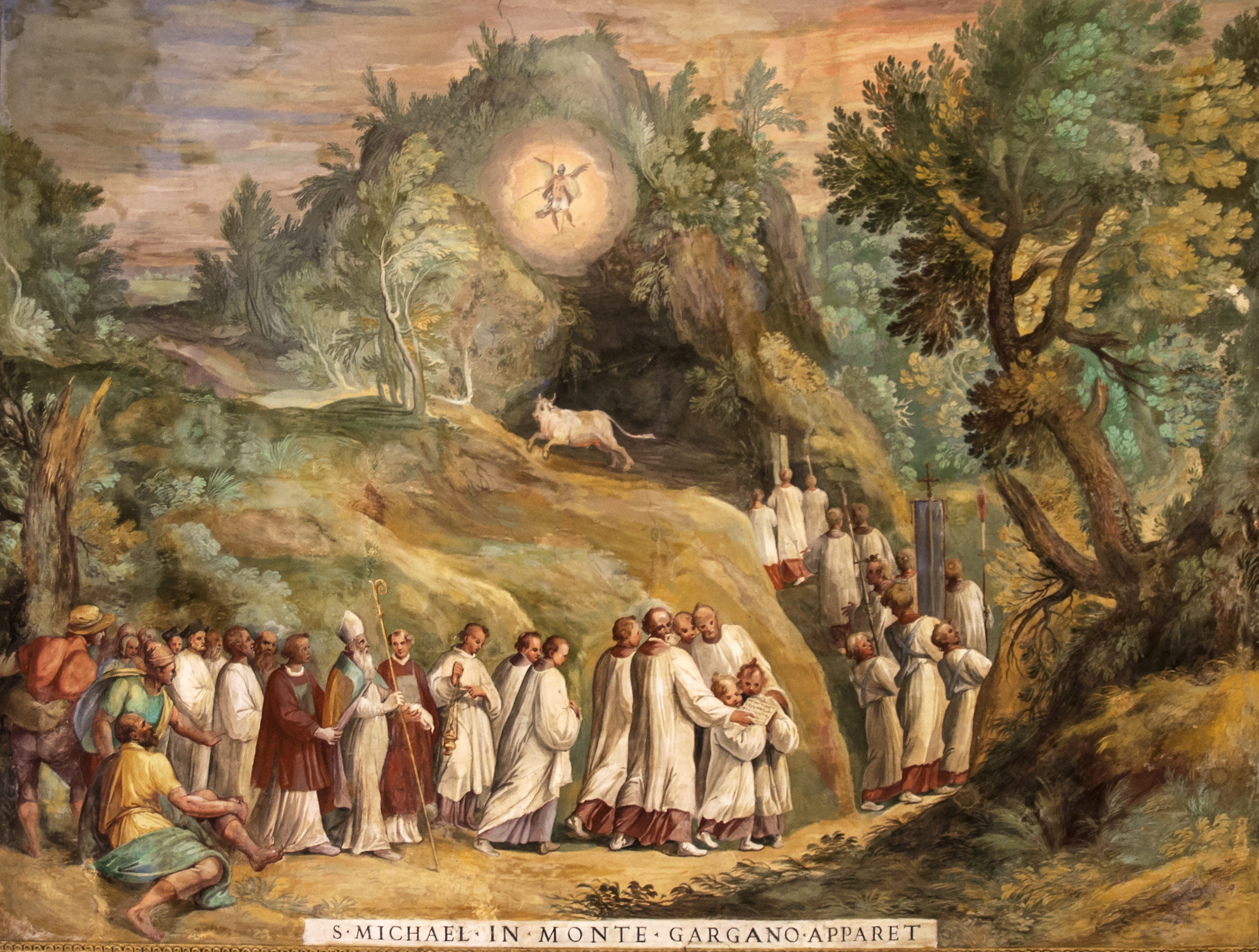
Ett av Nebbias bidrag till taket i Vatikanmuseernas kartgalleri föreställer en uppenbarelse av ärkeängeln Mikael.

Cesare Nebbia, född ca 1536 i Orvieto, död 1614 i Orvieto, var en italiensk målare under senrenässans och ungbarock. Elev till Girolamo Muziano.